# Comuna de Drzycim
Drzycim (polaco: Gmina Drzycim) é uma gminy (comuna) na Polónia, na voivodia de Cujávia-Pomerânia e no condado de Świecki. A sede do condado é a cidade de Drzycim.
De acordo com os censos de 2004, a comuna tem 5075 habitantes, com uma densidade 47 hab/km².

## Área
Estende-se por uma área de 107,92 km², incluindo:
- área agrícola: 60%
- área florestal: 31%

## Demografia
Dados de 30 de Junho 2004:
|                      | Total   | Total | Mulheres | Mulheres | Homens  | Homens |
| -------------------- | ------- | ----- | -------- | -------- | ------- | ------ |
|                      | pessoas | %     | pessoas  | %        | pessoas | %      |
| População            | 5075    | 100   | 2535     | 50       | 2540    | 50     |
| Densidade (pop./km²) | 47      | 100   | 23,5     | 23,5     | 23,5    | 23,5   |

De acordo com dados de 2005, o rendimento médio per capita ascendia a 1764,57 zł.

## Subdivisões
- Biechówko, Dąbrówka, Dólsk, Drzycim, Gacki, Gródek, Krakówek, Mały Dólsk, Sierosław, Wery.

## Comunas vizinhas
- Bukowiec, Jeżewo, Lniano, Osie, Świecie